# Novo Čikatovo
Çikatovë e Re en albanais et Novo Čikatovo en serbe latin (en serbe cyrillique : Ново Чикатово) est une localité du Kosovo située dans la commune/municipalité de Gllogoc/Glogovac, district de Pristina (Kosovo) ou district de Kosovo (Serbie). Selon le recensement kosovar de 2011, elle compte 2 026 habitants.

## Démographie

### Évolution historique de la population dans la localité
| 1948 | 1953 | 1961 | 1971 | 1981 | 1991  | 2011  |
| ---- | ---- | ---- | ---- | ---- | ----- | ----- |
| 223  | 243  | 360  | 525  | 828  | 1 431 | 2 026 |

|  |

### Répartition de la population par nationalités (2011)
En 2011, les Albanais représentaient 99,56 % de la population.